# Ritva Lemettinen-Melender
Ritva Lemettinen-Melender (* 9. September 1960) ist eine finnische Langstreckenläuferin, die sich auf den Marathon spezialisiert hat.
Beim Marathon der Olympischen Sommerspiele 1992 in Barcelona belegte sie den 14., bei den Leichtathletik-Weltmeisterschaften 1993 in Stuttgart den 18. Platz. Im selben Jahr wurde sie Finnische Meisterin im 10.000-Meter-Lauf.
1991 siegte sie beim Honolulu-Marathon, 1993 und 1995 beim Chicago-Marathon, 1994 wurde sie Zweite des Rotterdam-Marathons, und 1995 stellte sie als Dritte des London-Marathons mit 2:28:00 h den aktuellen finnischen Rekord auf.
2005 gewann sie zum dritten Mal nach 1988 und 1989 den Helsinki-Marathon.